# Mortal Kombat (film, 2021)
Pour les articles homonymes, voir Mortal Kombat (homonymie).
Série
Mortal Kombat 2
(2025)
Pour plus de détails, voir Fiche technique et Distribution.
Mortal Kombat est un film américano-australien réalisé par Simon McQuoid et sorti en 2021.
C'est une adaptation cinématographique de la série de jeux vidéo Mortal Kombat, et plus précisément de l'incarnation de la franchise développée par NetherRealm Studios. Il s'agit d'un redémarrage de la franchise et sa troisième adaptation au cinéma, après le diptyque composé de Mortal Kombat en 1995 et Mortal Kombat : Destruction finale sorti deux ans plus tard.
En raison de la pandémie de Covid-19, il bénéficie d'une sortie simultanée au cinéma et sur le service HBO Max aux États-Unis. Dans le reste du monde, il bénéficie d'une sortie au cinéma traditionnelle mais fortement affectée par la fermeture de nombreuses salles. Une suite est prévue pour 2025.

## Synopsis
Cole Young est un combattant d'arts martiaux mixtes raté qui se retrouve soudainement traqué par un assassin possédant des super-pouvoirs : Sub-Zero. Il est d'abord sauvé par Jax, qui lui dit d'aller voir Sonya Blade pour connaître les raisons de cette traque et protéger sa famille. Cole se retrouve alors à la recherche des combattants qui ont été choisis pour défendre le Royaume Terre dans la bataille qui les oppose aux forces de l'Outremonde, et il apprend qu'il est en fait le descendant direct d'un ninja devenu le spectre du Royaume du Nether, Scorpion, que Sub-Zero avait tué plusieurs siècles auparavant,.

## Fiche technique
Sauf indication contraire, les informations mentionnées dans cette section peuvent être confirmées par la base de données cinématographiques IMDb,  présente dans la section « Liens externes ».
- Titre original, français et québécois : Mortal Kombat
- Réalisation : Simon McQuoid
- Scénario : Gary Russo et Dave Callaham, d'après une histoire de Greg Russo et Oren Uziel et d'après la série de jeux vidéo Mortal Kombat créée par Ed Boon et John Tobias
- Musique : Benjamin Wallfisch
- Direction artistique : Loretta Cosgrove, Michael Turner et Tom Nursey
- Décors : Naaman Marshall et Rolland Pike
- Costumes : Cappi Ireland
- Photographie : Germain McMicking
- Son : Aimee Mullins, Des Kenneally, Chris Whiteside
- Montage : Scott Gray
- Production : James Wan, Todd Garner, Simon McQuoid et E. Bennett Walsh
  - Production déléguée : Richard Brener, Michael Clear, Lawrence Kasanoff et Sean Robbins
- Sociétés de production[3] : New Line Cinema, Atomic Monster et Broken Road Productions
- Société de distribution[3] : Warner Bros.
- Budget : 55 millions de dollars[4]
- Pays de production :  États-Unis,  Australie
- Langue originale : anglais
- Format[5] : couleur — 2,39:1 (CinemaScope) — son Dolby Atmos | Dolby Digital | DTS | IMAX 6-Track | Auro 11.1
- Genre : action, aventures, fantastique, arts martiaux
- Durée : 110 minutes
- Dates de sortie[6] :

  - Australie : 21 avril 2021 (sortie limitée) ; 22 avril 2021 (sortie nationale)
  - États-Unis : 23 avril 2021 (au cinéma et sur HBO Max)
  - Canada : 23 avril 2021 (au cinéma et en vidéo sur demande)
  - France : 12 mai 2021 (en vidéo à la demande) ; 21 juillet 2021 (en DVD)
- Classification[7] : Interdit aux moins de 12 ans lors de sa sortie en VOD et déconseillé aux moins de 16 ans lors de sa sortie télévisée.
  - États-Unis : R - Restricted (interdit aux moins de 17 ans)

## Distribution
- Lewis Tan (VF : Yoann Sover ; VQ : Nicholas Savard L'Herbier) : Cole Young
- Jessica McNamee (VF : Marie Zidi ; VQ : Annie Girard) : Sonya Blade
- Josh Lawson (VF : Éric Peter ; VQ : Louis-Phillippe Dandenault) : Kano
- Joe Taslim (en) (VF : Jérémie Covillault ; VQ : Thiéry Dubé) : Bi-Han / Sub-Zero
- Mehcad Brooks (VF : Thierry Desroses ; VQ : Fayolle Jean Jr.) : Major Jackson « Jax » Briggs
- Ludi Lin (VF : Julien Chatelet ; VQ : Maël Davan-Soulas) : Liu Kang
- Max Huang (VF : Thierry Kazazian) : Kung Lao
- Matilda Kimber (VF : Coralie Thuilier)[8] : Emily Young
- Laura Brent (VF : Marie-Eugénie Maréchal ; VQ : Camille Cyr-Desmarais) : Allison Young
- Tadanobu Asano (VF : Serge Thiriet ; VQ : Stéphane Rivard) : Lord Raiden
- Chin Han (VF : Antoine Tomé ; VQ : Patrick Chouinard) : Shang Tsung
- Hiroyuki Sanada (VF : David Kruger) : Hanzo Hasashi / Scorpion
- Sisi Stringer (VF : Raphaëlle Valenti) : Mileena
- Mel Jarnson : Nitara
- Nathan Jones : Reiko
- Daniel Nelson (corps) et Damon Herriman (voix) (VF : Philippe Bozo) : Kabal
- Angus Sampson (VF : Marc Saez) : Goro (voix)

## Production

### Genèse et développement
En 1997, le contrat original de Mortal Kombat de Robin Shou était un contrat de trois films, et la production de Threshold Entertainment sur une deuxième suite devait initialement commencer peu de temps après la sortie d'Annihilation, mais elle a été mise de côté en raison de la mauvaise réception d'Annihilation et de ses performances décevantes au box-office. Les tentatives de production d'un troisième film depuis lors sont restées bloquées dans l'enfer du développement avec de nombreux changements de scénario, de distribution et d'équipe. Un sondage de novembre 2001 sur le site officiel de Mortal Kombat hébergé par Threshold Entertainment a demandé aux fans quels personnages ils pensaient voir mourir dans le troisième film. La destruction de la Nouvelle-Orléans en 2005 par l'ouragan Katrina a grandement affecté l'un des lieux de tournage prévus du film. En juin 2009, un procès en faillite a vu Lawrence Kasanoff (en) poursuivre Midway Games tout en mentionnant qu'un troisième film était en préparation. Warner Bros. Pictures (qui est devenu le parent de New Line Cinema en 2008, après plus d'une décennie de fonctionnement en tant que divisions distinctes de Time Warner) a fini par acheter la plupart des actifs de Midway, y compris Mortal Kombat.
En 2010, le réalisateur Kevin Tancharoen a sorti un court métrage de huit minutes intitulé Mortal Kombat: Rebirth, réalisé comme un pitch à Warner Bros et imaginé comme un redémarrage de la franchise cinématographique Mortal Kombat. En septembre 2011, New Line Cinema et Warner Bros. ont annoncé que Tancharoen avait été embauché pour réaliser un nouveau long métrage à partir d'un scénario de  l'écrivain Oren Uziel (en), avec l'intention de viser une note R. Le tournage devait commencer en mars 2012 avec un budget prévu entre 40 et 50 millions de dollars et une date de sortie en 2013. Cependant, le projet a finalement été retardé en raison de contraintes budgétaires et Tancharoen a commencé à travailler sur la deuxième saison de la série Web Mortal Kombat: Legacy jusqu'à ce que les problèmes avec le film aient été résolus, mais il a quitté la production du film en octobre 2013.
James Wan s'est engagé comme producteur du film en août 2015. Simon McQuoid a été embauché en tant que réalisateur en novembre 2016, marquant ses débuts en tant que réalisateur, avec Greg Russo écrivant le scénario. Russo a tweeté en février 2019 que le scénario du film était terminé. En mai 2019, il a été annoncé que le film était entré en pré-production et serait tourné en Australie du Sud, avec une date de sortie du 5 mars 2021. Russo a tweeté en juillet 2019 que le film aurait en effet une cote R et que les fatalités des jeux « seraient enfin sur grand écran ».

### Attribution des rôles
Joe Taslim (en) fut le premier acteur annoncé par la production en juillet 2019, en tant que Sub-Zero,. En août 2019, Mehcad Brooks, Tadanobu Asano, Sisi Stringer et Ludi Lin furent choisis pour jouer respectivement Jax, Raiden, Mileena et Liu Kang. Le même mois, il est annoncé que Josh Lawson, Jessica McNamee, Chin Han, Hiroyuki Sanada  et Lewis Tan ont été choisis pour jouer respectivement Kano, Sonya Blade, Shang Tsung, Scorpion et Cole Young un personnage créé pour le film,. Le 16 septembre 2019, Max Huang est choisi pour interpréter Kung Lao. Le 11 novembre 2019, Elissa Cadwell est choisie pour jouer Nitara. Matilda Kimber rejoint le  casting le 4 décembre 2019.

### Tournage
La production a eu lieu aux studios d'Adélaïde et dans d'autres lieux d'Australie-Méridionale. Le tournage a duré du 16 septembre au 13 décembre 2019. Todd Garner a déclaré que « nous avons plus de jours pour tourner » dans sa déclaration concernant le retard de sortie du film. Le film a été tourné sur les caméras ARRI ALEXA LF et Mini LF avec des objectifs Panavision Anamorphic[réf. nécessaire].

## Accueil

### Dates de sortie
Lors de l'annonce du projet, Warner Bros. fixe sa sortie au 5 mars 2021 avant de l'avancer au 15 janvier 2021. En novembre 2020, le producteur du film, Todd Garner, annonce que le film a été repoussé indéfiniment à cause de la pandémie de Covid-19. En décembre 2020, il est annoncé que le film sortira aux États-Unis le 16 avril 2021 en salles et sur HBO Max. En mars 2021, la sortie américaine est une nouvelle fois repoussée au 23 avril 2021.
En France, il devait sortir le 3 mars 2021, au lieu d'être avancé de deux semaines au 17 février 2021. En raison de la pandémie du COVID-19, il est repoussé au 14 avril 2021, puis avancé d'une semaine au 7 avril 2021. En raison du prolongement de la fermeture des salles de cinéma françaises, il est repoussé indéfiniment. Après la sortie digitale Godzilla vs Kong, le film sort directement en achat digital le 12 mai 2021, mais une projection au cinéma reste envisagée.

### Accueil critique
Le film reçoit des critiques mitigées dans la presse. Sur l'agrégateur américain Rotten Tomatoes, il récolte 55% d'opinions favorables pour 246 critiques et une note moyenne de 5,5⁄10. Le consensus du site est « Largement pour les fans du matériel original mais loin d'être fatalement imparfait, Mortal Kombat relance la franchise de manière suffisamment violente ». Sur Metacritic, il obtient une note moyenne de 43⁄100 pour 42 critiques.
James Marsh, du South China Morning Post, a donné une critique positive, disant que « le réalisateur Simon McQuoid comprend et honore les origines du jeu vidéo du film, y compris les lignes mémorables de dialogues et les mouvements de combat de signature »

### Box-office
Lors de son week-end international d'ouverture, le film a rapporté 10,7 millions de dollars provenant de 17 pays ; son plus grand marché était la Russie (11 millions de dollars), suivi de l'Australie, pays co-producteur du long-métrage (7 millions de dollars).
| Pays ou région    | Box-office   | Date d'arrêt du box-office | Nombre de semaines |
| ----------------- | ------------ | -------------------------- | ------------------ |
| États-Unis Canada | 42 326 031 $ | juin 2021                  | -                  |
| Total mondial     | 84 426 031 $ | 18 juillet 2021            | -                  |

## Distinctions
Sauf indication contraire, les informations mentionnées dans cette section peuvent être confirmées par la base de données cinématographiques IMDb,  présente dans la section « Liens externes ».

### Récompenses
- Australian Screen Sound Guild Awards 2021 :
  - Prix Andrew Plain du meilleur montage son pour un film
  - Meilleur mixage son pour un film

### Nominations
- Taurus World Stunt Awards 2022 :
  - Meilleur coordinateur de cascade ou réalisateur de deuxième équipe pour Kyle Gardiner et Jade Amantea
  - Meilleur ensemble de cascades par une cascadeuse pour Zia Kelly